# 胡次威
胡次威（1900年—1988年），四川万县武陵镇人。北京朝阳大学法律系本科毕业，后公费留学日本，毕业于日本明治大学。回国后，曾在北京母校、中央政治大学等高等院校任系主任、教授。后改从政，先后任国民政府法制局二科科长，浙江兰溪实验县县长，浙江第四区行政督察专员，湖南、四川省民政厅长，国民政府内政部次长，国民党第六届候补中央执委。曾参与过国民政府若干法律的起草。有多种法学专著出版，其中《中国民法总编》、《中国民法论》、《中国民法继承论》、《参议会组织实务》、《民国县制史》、《民意机关法规解释汇编》等，曾列为“大学丛书”，至今仍在台湾再版发行。

## 生平
胡次威在担任四川省民政厅长期间，抗日战争正处于相持阶段，四川兵源枯竭，征兵困难。四川省军管区参谋长徐思平建议省主席张群，搞一次青年学生参军活动。张群叫他找胡次威商量，胡认为青年学生蕴藏有很高的爱国热情，只要善于发动，可以成功。他首先选择流亡学生最多的三台县东北大学为试点，经过宣传发动，报名参加者几乎占学生总数的一半，接着他又去青年学生集中的华西坝作重点发动，借以带动成都，影响各县。提出“一寸山河一寸血，十万青年十万军”的口号，写成标语广为宣传，有利的激发了青年学生的抗日热情，并动员刚从美国获博士学位归来，在华西大学任教的张群、张群长子张继正报名参军，轰动全川。从此四川征兵数量、质量显著提高。蒋介石把胡次威的口号推向全国，很快形成全国性的青年学生参军运动。
1942年冬，蒋介石同美国签订协定，在四川速建包括3歌大型机场、6个中型大机场的华西空军基地，除泸县、梁平建两个中型机场外，其余均在川西。大型机场跑道长2400米、宽400米，机场周围有20个停机圈，每圈停1架大型轰炸机。中型机场无停机圈，跑道长2000米，宽400米，要求一百个晴天内全部完成。工程由美国出资，中国负责设计施工，蒋介石密令胡次威兼任工程征工处处长，限他如期完成，如有延误，以贻误戎机论处，胡次威同张群商量后，即可调动21个县的165万民工分3期进行施工，后又向蒋介石要500辆8吨大卡车投入工程建设，整个工程在胡次威的统一指挥下，如期完成，并节省大量经费。竣工后，经美国B-26巨型轰炸机试降，确认质量符合要求，得到美国总统罗斯福的称赞，此后，常有B-26轰炸机由华西空军基地起飞轰炸日军，对加速大败日军起了一定作用。
1949年春，胡次威因不满国民党的腐败和打内战，辞官去上海，并谢绝蒋介石要他去台湾任职的邀请。中共建政后，胡次威先后担任上海市参事室参事、上海市民革常委、对台工作委员会副主任及顾问。1988年7月病逝，享年88岁。 

## 著作
- 《民意机关法规解释汇编》 大东书局 1947
- 《县自治法论》 正中书局 1947
- 《地方自治实施方案法规汇编》 大东书局 1947
- 《四权行使法论》 正中书局 1946
- 《省组织法论》 正中书局 1927
- 《地方行政概要》 上海昌明书屋 1948
- 《参议员选举实务》 商务印书馆 1946
- 《地方行政实务》 大东书局
- 《民国县制史》1940

...